# مجلس الرئاسة كردستان
مجلس رئاسة كردستان هي هيئة منتخبة تابعة لحكومة إقليم كردستان المتمتعة بالحكم الذاتي في شمال العراق. وتضم أربع محافظات ذات أغلبية كردية وهي دهوك وأربيل وحلبجة والسليمانية وتحدها ثلاث دول هي إيران وسوريا وتركيا. يشمل إقليم كردستان معظم كردستان العراق ولكنه يستثني المناطق المتنازع عليها في شمال العراق، بين حكومة إقليم كردستان والحكومة العراقية المركزية في بغداد منذ تحقيق الحكم الذاتي الكردي في عام 1992 في أعقاب حرب الخليج.
يقع برلمان إقليم كردستان في أربيل، لكن دستور إقليم كردستان يعلن أن مدينة كركوك المتنازع عليها هي عاصمة إقليم كوردستان. عندما انسحب الجيش العراقي من معظم المناطق المتنازع عليها في منتصف عام 2014 بسبب هجوم داعش في شمال العراق، دخلت البشمركة الكردية المناطق وسيطرت عليها حتى استعاد العراق المناطق في أكتوبر 2017.